# Tees
The Tees är en flod i nordöstra England. Floden rinner upp i Cross Fell på över 700 meters höjd i Penninska bergen och flyter österut till Nordsjön där den mynnar ut mellan Hartlepool och Redcar vid Teesside.